# Louis François Foucher de Careil
Louis François Foucher, comte de Careil, né à Guérande le 18 février 1762 et mort à Garches le 22 août 1835, est un général français de la Révolution et de l’Empire.

## Biographie
Louis François Foucher de Careil est le fils de Louis François Foucher (1697-1771), seigneur de La Feslière et de Careil, avocat aux Conseils du roi et conseiller au parlement de Bretagne, et de Jeanne de Busnel de La Touche.
Il commence sa carrière à l'école de Metz et devient aspirant d’artillerie le 1er septembre 1781. Il est promu capitaine de la 3e compagnie d’artillerie à cheval le 1er mai 1792, chef de bataillon le 5 juin 1793, puis chef de brigade commandant le 6e régiment d'artillerie à cheval le 3 prairial an II (22 mai 1794). Foucher de Careil passe général de brigade le 29 août 1803, puis général de division le 3 mars 1807. Sous le Premier Empire, il participe notamment aux batailles d'Austerlitz (1805), d'Iéna (1806), à la guerre d'Espagne (1808) et à la bataille de la Moskowa (1812).
Au retour de la monarchie, il est nommé lieutenant du roi à Lille le 2 décembre 1815, ainsi que commissaire du roi pour la reddition de Hambourg et auprès du 13e Corps, puis il est nommé au commandement d'une division militaire. Il avait été fait grand officier de la Légion d'honneur le 19 novembre 1813 et créé baron de l'Empire. 
Marié à Élisabeth d'Auxonne, il est le grand-père de Louis-Alexandre Foucher de Careil.
L'historien Jean Tulard considère qu'« il fut l'un des meilleurs artilleurs de la grande armée ».